# Sommerliche Musiktage Hitzacker
Die Sommerlichen Musiktage Hitzacker sind das älteste bundesdeutsche Festival für Kammermusik. Es findet jährlich um den 1. August in Hitzacker an der Elbe in Niedersachsen statt.
Die Musiktage zählen zu den traditionsreichen und zu den innovativsten deutschen Musikfestivals. 1946 in bescheidenem Rahmen gegründet, entwickelten sie sich zu einem überregional beachteten Festival. Es bietet Kammermusik in einer großen stilistischen Bandbreite – vom Lautenlied bis zur Kammeroper, vom Solovortrag bis zum Kammerorchester, von der Musik des Mittelalters bis zur zeitgenössischen Musik. Zum Rahmenprogramm gehören die Hörer-Akademie, das Chorsingen für alle und der Kurs „Festivalkünstler unterrichten“.
Hauptspielstätte ist der Konzertsaal des VERDO (Verein für Kultur und Bildung) in Hitzacker. Die Veranstaltungen finden auch in Kirchen der Region und im Freien auf dem Weinberg oder an der Elbe statt. Veranstalter ist der Trägerverein die Gesellschaft der Freunde der Sommerlichen Musiktage Hitzacker e. V.

## Geschichte
Vor dem Zweiten Weltkrieg war Hitzacker eine Kleinstadt mit rund 2000 Einwohnern. Durch den Zustrom von Heimatvertriebenen am Ende des Krieges wuchs die Einwohnerzahl auf das Doppelte. Unter den Flüchtlingen waren auch viele Musiker, und nach anfänglichen Haus- und Kirchenkonzerten fanden im Sommer 1946 die 1. Sommerlichen Musiktage Hitzacker statt. Erster künstlerischer Leiter war der Cellist Hans Döscher. Er leitete die Sommerlichen Musiktage bis zu seinem Tod im Jahr 1971. Er prägte maßgeblich das Profil, indem er mit Alter und Neuer Kammermusik den Schwerpunkt des Musikfestivals setzte.

## Leitung
Von 2012 bis 2015 stand das Festival unter der künstlerischen Leitung der Violinistin Carolin Widmann. 2016 übernahm Oliver Wille, Geiger und Gründungsmitglied des Kuss Quartetts, Professor für Streicherkammermusik und Programmgestalter, die Leitung.

## Programm
Fast jedes Konzert wird eigens für das Festival zusammengestellt und findet in dieser Form ausschließlich in Hitzacker oder als Uraufführung in Hitzacker statt. Es wird auch die Begegnung mit anderen Genres wie Literatur, Film, Tanz, Bildender Kunst und Wissenschaft gesucht.

## Musikvermittlung
Die Leitidee der lebendigen Auseinandersetzung mit Kammermusik spiegelt sich u. a. im „Rahmenprogramm“ der Sommerlichen Musiktage wider.
Die 2001 erstmals durchgeführte Hörer-Akademie bereitet die Besucher in Form von Vorträgen, Werkstattkonzerten, Podiumsdiskussionen und Interpretationsvergleichen auf die Konzerte vor.
Von 2002 bis 2012 luden die Sommerlichen Musiktage im Rahmen der Jugend-Akademie musikinteressierte Jugendliche nach Hitzacker ein. In den Folgejahren erhielten Musikstudierende und junge Profis die Chance, als Stipendiaten an der Festival-Akademie und später Preisträger-Akademie teilzunehmen.
Als dritter Baustein der Musikvermittlung wird seit 2006 ein Programm angeboten, das sich an Hobbymusiker aller Altersklassen richtet. Unter dem Motto „Festivalkünstler unterrichten“ bietet das Festival Kammermusikkurse für Hobbyensembles und Einzelpersonen an.
Im Rahmen des Programmpunktes Chorsingen für alle (seit 2007), einem von einem professionellen Chorleiter geführten Laienchor des Festivals, ist die Teilnahme Interessierter möglich.

## Auszeichnungen
Die Ernst von Siemens Musikstiftung verlieh dem Festival in 2004 und 2007 einen ihrer Förderpreise, mit denen Komponisten, Ensembles und Institutionen im In- und Ausland ausgezeichnet werden, „die sich insbesondere um die zeitgenössische Musik verdient gemacht haben.“ Im Jahre 2009 erhielt das Festival einen der sechs Förderpreise Musikvermittlung von Musikland Niedersachsen und der Niedersächsischen Sparkassenstiftung für ihr Projekt Labor Orchester. Das Projekt wurde am 3. August 2010 im Rahmen der 65. Sommerlichen Musiktage Hitzacker realisiert.
Beim Kulturmarken-Award 2012 wurde der Trägerverein des Festivals in der Kategorie „Förderverein des Jahres 2012“ nominiert. 2017 gehörte das Publikum des Festivals zur Spitzengruppe der 6 Nominierten für den Preis „Publikum des Jahres“ des Musikmagazins Concerti.

## Künstler
Unter den international bekannten Künstlern, die im Laufe der Jahre bei den Sommerlichen Musiktagen Hitzacker gastierten, sind:
Komponisten
- Krzysztof Penderecki
- Heinz Holliger
- Bernhard Lang
- Helmut Lachenmann
- Wolfgang Rihm
- Dieter Ammann
- Carolin Widmann

Interpreten
- Anatol Ugorski
- Boris Pergamenschikow
- Rosamunde-Quartett
- Hilliard Ensemble
- Marino Formenti
- Stephen Kovachevich
- Ensemble Modern

Das Festival ist auch ein Ort, an dem aufstrebende Künstler auftreten. Das waren z. B.:
- Amadeus-Quartett
- Emerson String Quartet
- Baiba Skride
- Lauma Skride
- Sol Gabetta
- Carolin Widmann
- Maurice Steger

## Kultur- und Medienpartner
Eine langjährige Kultur- und Medienpartnerschaft verbindet das Festival mit dem Norddeutschen Rundfunk und dem Deutschlandfunk. Rundfunkübertragungen beim Festspielsommer des SWR, beim ARD-Radiofestival (BR, HR, MDR, NDR, Radio Bremen, RBB, SR, SWR und WDR) sowie zahlreiche Konzertübertragungen (auch Live-Übertragungen) und Feature-Sendungen auf NDR Kultur, Deutschlandfunk und Deutschlandradio Kultur, Deutsche Welle World etc. dokumentieren die überregionale und internationale Ausstrahlung.

## Belege
1. ↑  Trägerverein – Tradition trifft Gegenwart. Abgerufen am 19. April 2019.
2. ↑  Geschichte der Sommerlichen Musiktage Hitzacker
3. ↑  Hochschule für Musik, Theater und Medien Hannover: HMTM Hannover: Prof. Oliver Wille. Abgerufen am 19. April 2019.
4. ↑  Tradition trifft Gegenwart – Tradition trifft Gegenwart. Abgerufen am 19. April 2019.
5. ↑  Selbstdarstellung der Ernst von Siemens Musikstiftung im Programmbuch der 62. Sommerlichen Musiktage 2007, Seite 37.
6. ↑  Musikland Niedersachsen über das Projekt Labor Orchester